# 达尔斯埃德市镇
达尔斯埃德市镇（瑞典語：Dals-Eds kommun）是瑞典西部西约塔兰省的一个市镇。其治所位于埃德。